# Église Notre-Dame de Commer
L'église Notre-Dame est une église catholique située à Commer, dans le département français de la Mayenne.

## Localisation
L'église est située dans le bourg de Commer, au croisement des routes départementales 24 et 253.

## Histoire
L'édifice actuel fut bâti à l'emplacement de l'ancienne église du XIe siècle. De celle-ci subsiste une pierre tombale en marbre noir à l'entrée de la chapelle sud, ainsi qu'un bénitier en marbre noir de 1766. Cette ancienne église fut attribuée à l'abbaye de Marmoutier, puis confirmée en ce sens par Hildebert de Lavardin puis à nouveau en 1130 par Guy d'Étampes, évêques du Mans, et enfin par le pape Alexandre III.
Le conseil de fabrique décide en 1872 de reconstruire la nef et la tour. Puis, en 1874, sont reconstruits le transept, les chapelles et le chœur.
L'inauguration a lieu le 25 mars 1887.
Son inventaire se déroule le 9 mars 1906. L'agent chargé de cette mission, étranger à la circonscription, accomplit sa besogne au milieu d'une foule priant avec ferveur.

## Architecture et extérieurs
L'église est de style ogival du XVe siècle.
Les angles de la tour sont ornés de quatre statues, représentant chacune l'un des quatre évangélistes : l'ange pour saint Matthieu, l'aigle pour saint Jean, le taureau pour saint Luc et le lion pour saint Marc.

## Intérieur
Les vitraux sont l’œuvre de Champigneulle de Paris.
Sept bas-reliefs en albâtre du XVe, tous volés en juin 1978, sont classés à titre d'objet aux Monuments historiques. Ils représentent la vie du Christ, l'Annonciation, la Résurrection, l'Assomption, le Couronnement de la Vierge, saint Jean-Baptiste et saint André.
Est également classée l'inscription en caractère gothique gravée sur une pierre en tuffeau, qui rappelle que Simon Thévenier, curé de la paroisse décédé en 1500, a donné à ses successeurs une dîme à charge pour eux de réciter une prière tous les dimanches et fêtes sur la tombe de son oncle.